# 신용협동조합중앙회
신용협동조합중앙회(信用協同組合中央會, 영어: National Credit Union Federation of Korea, NACUFOK) 전국의 신용협동조합을 지도 · 감독 · 지원하는 업무를 수행한다. 대전광역시 서구 한밭대로 745에 위치해 있다.

## 설립 근거
- 신용협동조합법 제61조[2]

## 주요 업무
- 감독·검사 업무
- 교육 사업
- 조사 연구
- 신용·공제 업무

## 주소
- 대전본부 - 대전광역시 서구 한밭대로 745(둔산동 949)[1]
- 서울사무소 - 서울특별시 중구 소월로 10 단암빌딩 (남대문로5가 120)